# Casa de Ameri

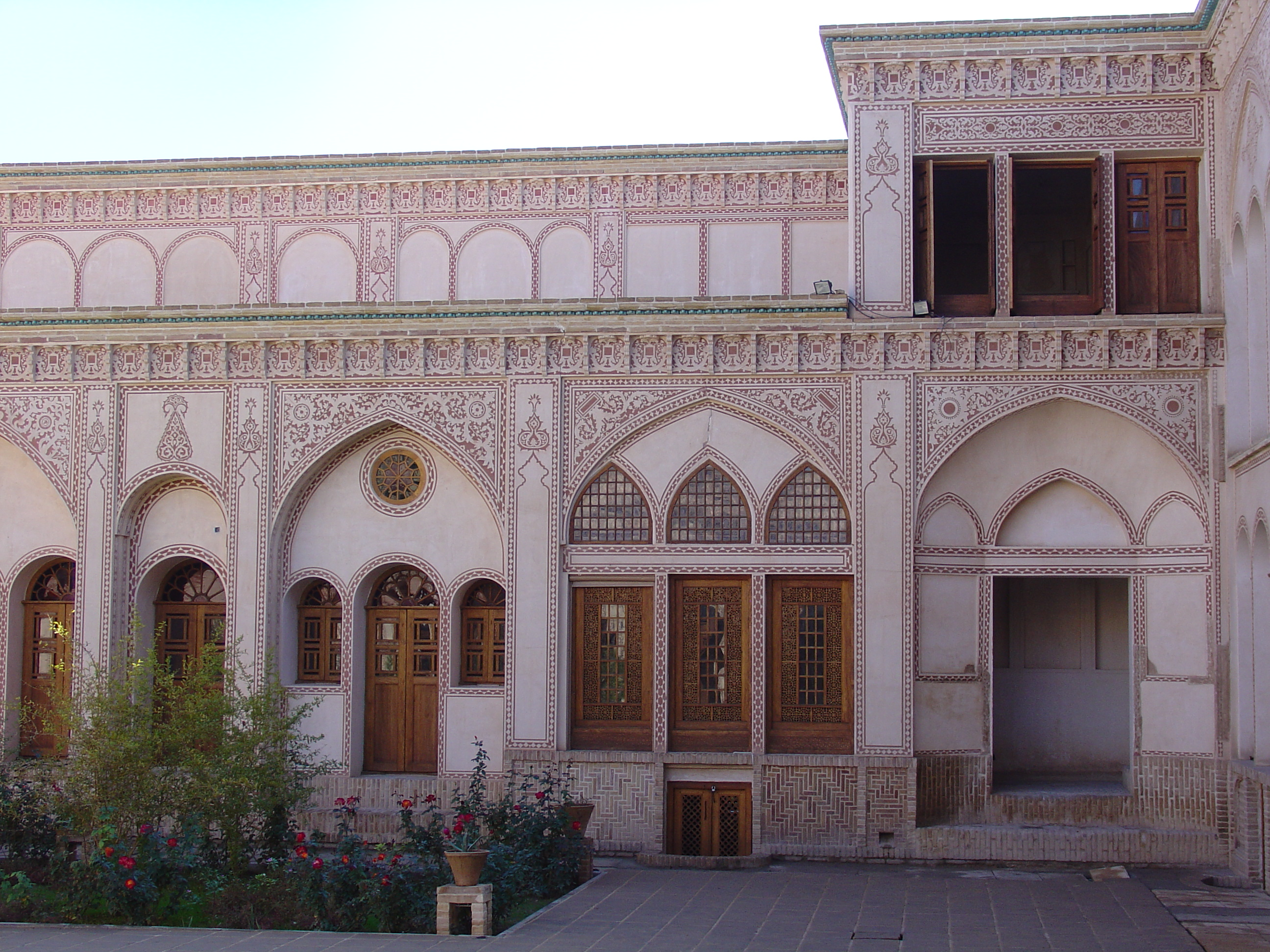
Vista do pátio da Casa de Ameri

A Casa de Ameri (em persa: خانه عامری ها; romaniz.: Khaneh Ameri ha) é um palácio do Irão, constituindo uma residência tradicional pertencente à família Āmeri. Fica situado em Caxã, província de Ispaã.
O palácio foi construído no século XIX, durante a Dinastia Cajar, sendo uma das várias residências antigas, grandes e espectaculares, que se erguem no distrito central de Caxã. Tal como aconteceu com outros palácio à sua volta, foi reconstruído no século XIX, depois a cidade ter sido devastada por uma série de terramotos severos, ocorridos no século XVIII.
A Casa de Ameri ha acolhe, actualmente, um museu, sendo protegido pela Organização do Património Cultural do Irão.

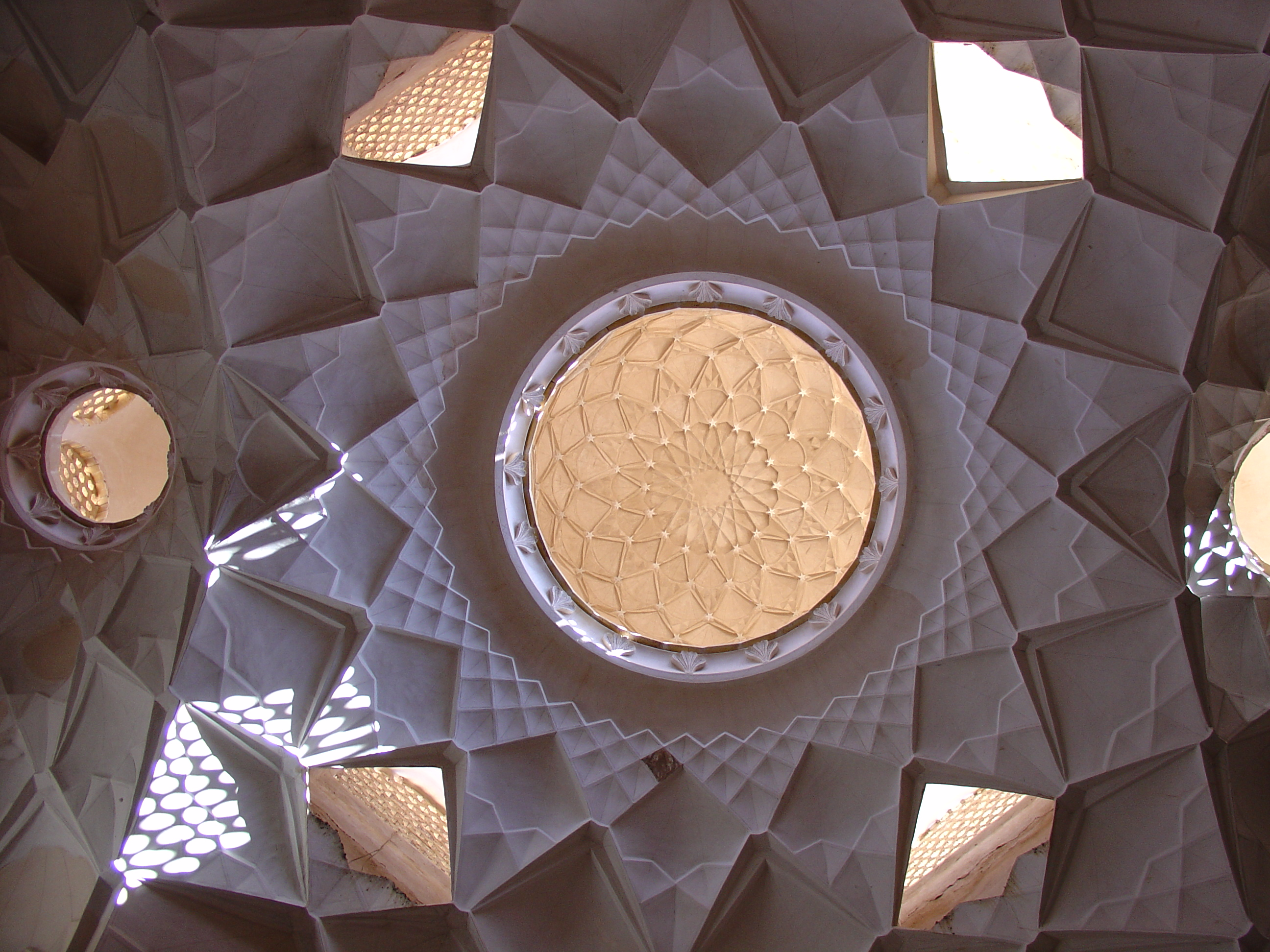
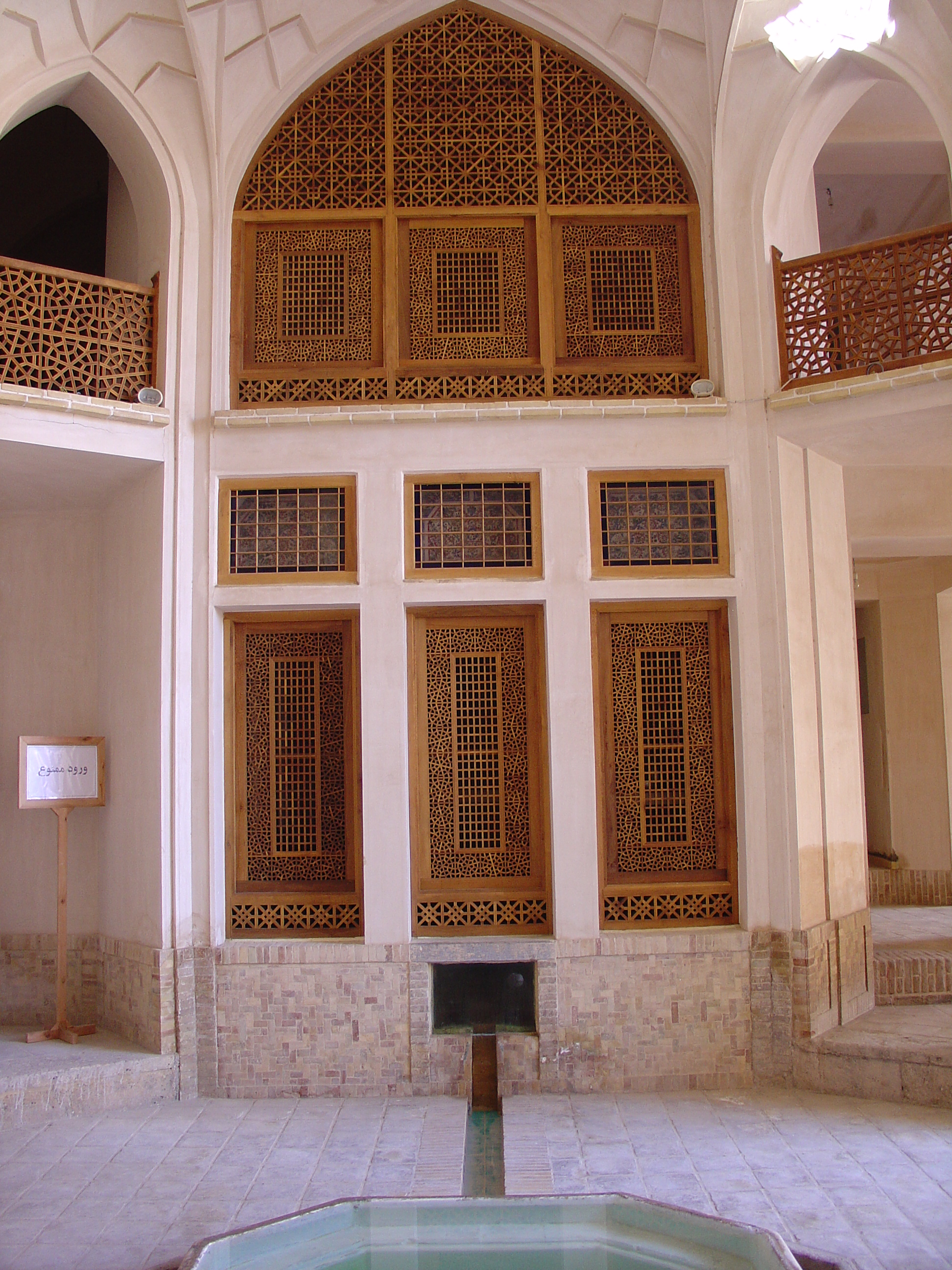
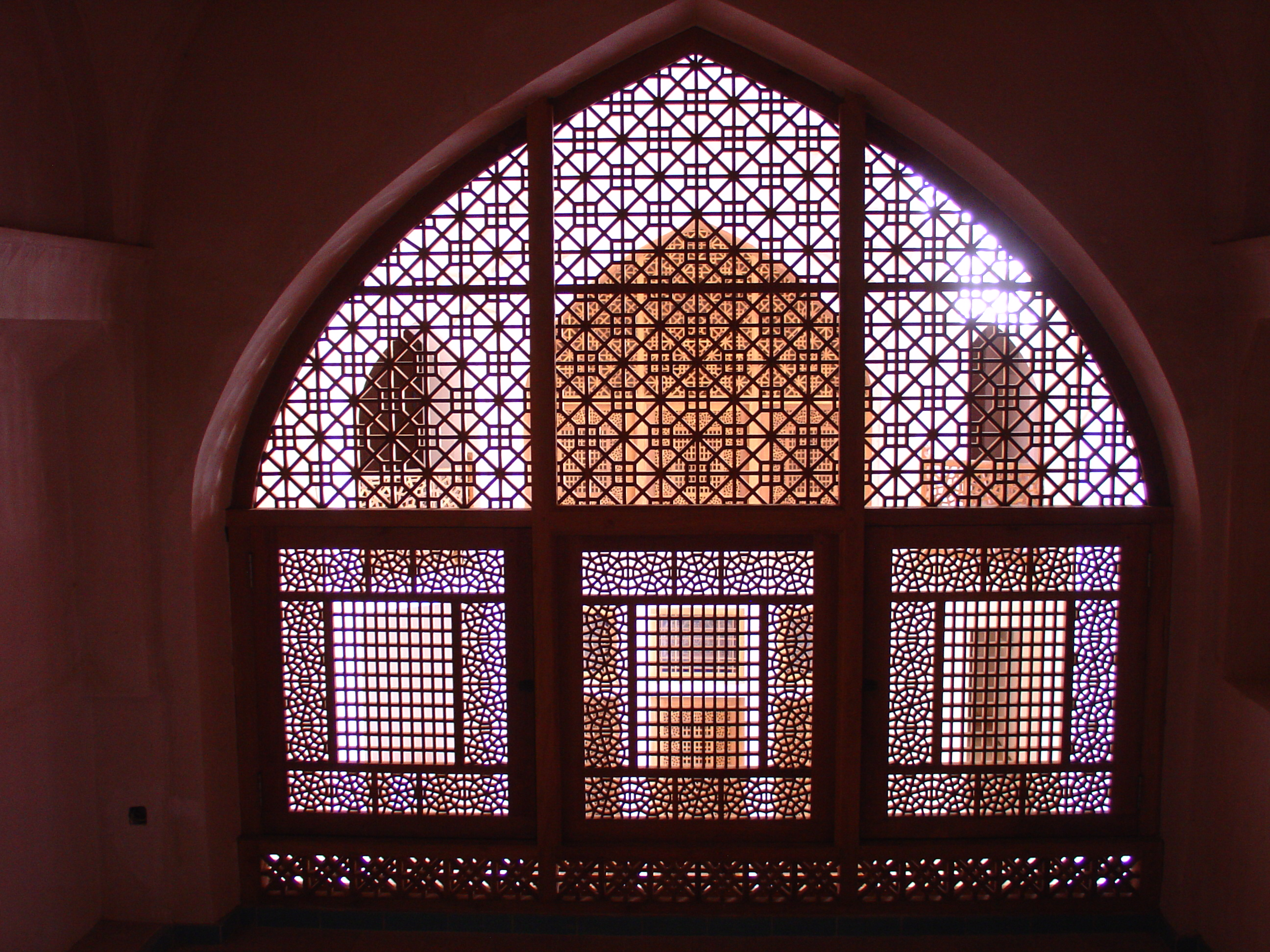
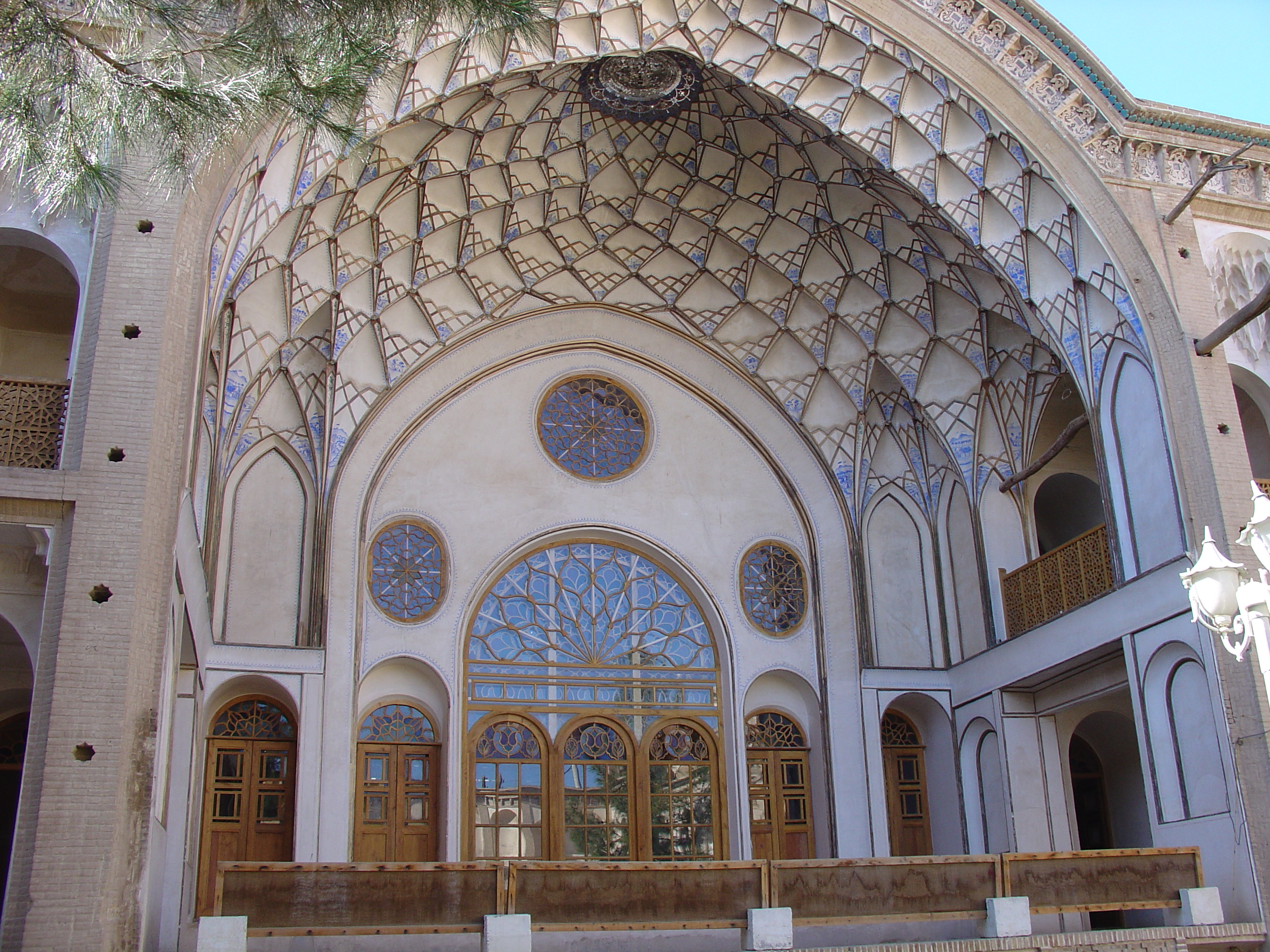
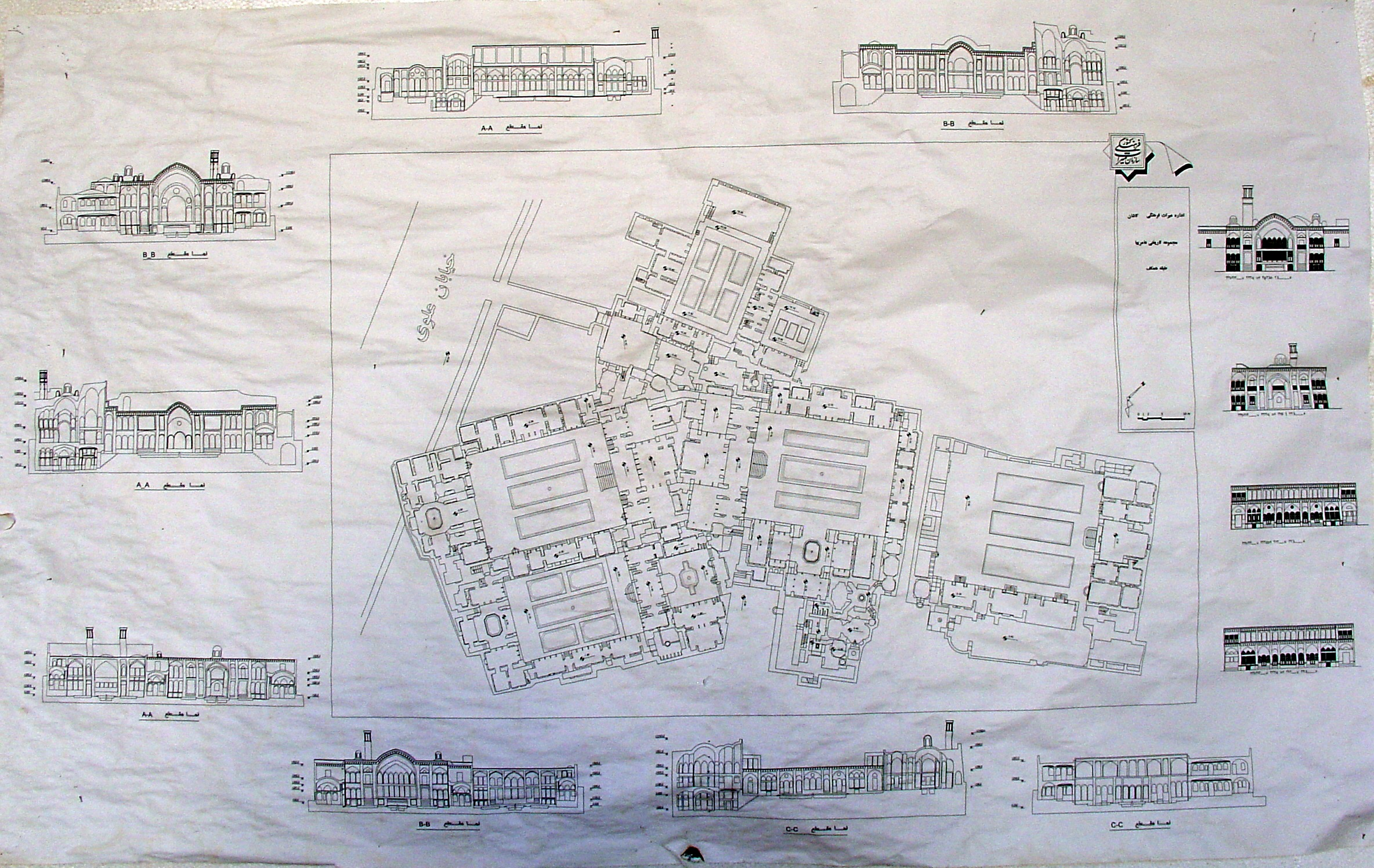

## Ligação externa
- Fotografias do interior